# FC Hoverla Uzhhorod
El Futbolnyy̆ Klub «Hoverla» (en ucraniano: Футбольний клуб «Говерла») fue un club de fútbol profesional de Úzhgorod, Ucrania, fundado en 1925. El equipo disputaba sus partidos como local en el estadio Avanhard y jugó en la Primera Liga de Ucrania hasta la temporada 2015/16.
El club fue fundado sobre el club soviético de la región histórica de la Rutenia subcarpática, de ahí el nombre del club, Zakarpattia, que es el nombre de Ucrania para la región. En 2011 el club agregó el nombre adicional de Hoverla en honor a su montaña más alta.

## Historia
El club actual fue fundado en 1946 como Spartak Uzhhorod sobre la base del club anterior a la II Guerra Mundial, el SC Rus, que fue creado en 1925. En 1961 cambió su nombre a Spartak Verhovyna y en 1971 a Hoverla. En 1982 cambió su nombre a Zakarpattia y de nuevo a Verhovyna en 1997 durante dos años.
En 2001 se produjo el debut del Zakarpattia en la Liga Premier de Ucrania, sin embargo, su participación sólo fue de un año, ya que finalizó la temporada en última posición y descendió a la Persha Liha. El equipo regresó en la temporada 2004-05 y 2007-08, pero el club no pudo evitar el descenso, una vez más después de acabar en el último lugar.
Antes del inicio de la temporada 2011-12 el club cambió su nombre a FC Hoverla-Zakarpattia Uzhhorod, en la que el equipo finalizó en primer puesto y ascendió, nuevamente, a la Liga Premier. El equipo fue renombrado a Hoverla antes del inicio de la temporada 2012-13 en la Liga Premier de Ucrania.
El 8 de junio de 2016 tras finalizar la temporada 2015–16 el club no obtuvo la licencia para continuar jugando en la liga debido a deudas con jugadores y fue expulsado de facto por la Ukrainian Premier League. Posteriormente el club dejó de existir.

### Historial de nombres
- 1946 - Spartak
- 1961 - Verkhovyna
- 1971 - Hoverla
- 1982 - Zakarpattia
- 1997 - Verkhovyna
- 1999 - Zakarpattia
- 2011 - Hoverla-Zakarpattia
- 2012 - Hoverla

## Palmarés
- Persha Liha: 3

2003–04, 2008–09, 2011–12
- Druha Liha: 1

1998–99 Grupo A